# Легийак-де-л’Ош
Легийа́к-де-л’Ош (фр. Léguillac-de-l'Auche) — коммуна во Франции, находится в регионе Аквитания. Департамент — Дордонь. Входит в состав кантона Сент-Астье. Округ коммуны — Перигё.
Код INSEE коммуны — 24236.

## География
Коммуна расположена приблизительно в 430 км к югу от Парижа, в 100 км северо-восточнее Бордо, в 13 км к западу от Перигё.

### Климат
Климат умеренный океанический со средним уровнем осадков, которые выпадают преимущественно зимой. Лето здесь долгое и тёплое, однако также довольно влажное, здесь не бывает регулярных периодов летней засухи. Средняя температура января — 5 °C, июля — 18 °C. Изредка вследствие стечения неблагоприятных погодных условий может наблюдаться непродолжительная засуха или случаются поздние заморозки. Климат меняется очень часто, как в течение сезона, так и год от года.

## Население
Население коммуны на 2010 год составляло 916 человек.
| 1962 | 1968 | 1975 | 1982 | 1990 | 1999 | 2010 |
| ---- | ---- | ---- | ---- | ---- | ---- | ---- |
| 440  | 383  | 377  | 493  | 635  | 638  | 916  |

## Администрация
| Период | Период        | Фамилия       | Партия                  | Примечания  |
| ------ | ------------- | ------------- | ----------------------- | ----------- |
| 1945   | 1964 или 1965 | Пьер Морван   |                         |             |
| 1965   | 1977          | Жан Дюпюи     |                         |             |
| 1977   | 1989          | Морис Вуари   |                         |             |
| 1989   | 2003          | Мишель Берже  |                         |             |
| 2003   | 2008          | Мишлин Верньо | Разные правые           |             |
| 2008   | 2020          | Дидье Банизет | Социалистическая партия | воспитатель |

## Экономика
В 2010 году среди 599 человек трудоспособного возраста (15-64 лет) 442 были экономически активными, 157 — неактивными (показатель активности — 73,8 %, в 1999 году было 68,5 %). Из 442 активных жителей работали 398 человек (210 мужчин и 188 женщин), безработных было 44 (16 мужчин и 28 женщин). Среди 157 неактивных 50 человек были учениками или студентами, 72 — пенсионерами, 35 были неактивными по другим причинам.

## Города-побратимы
- Летем (Шотландия, Великобритания, с 2011)[5]

## Фотогалерея
- Въезд в Легийак-де-л’Ош
- Церковь Св. Клода
- Интерьер церкви Св. Клода
- Замок Бю
- Старый известняковый карьер